# Reiswein

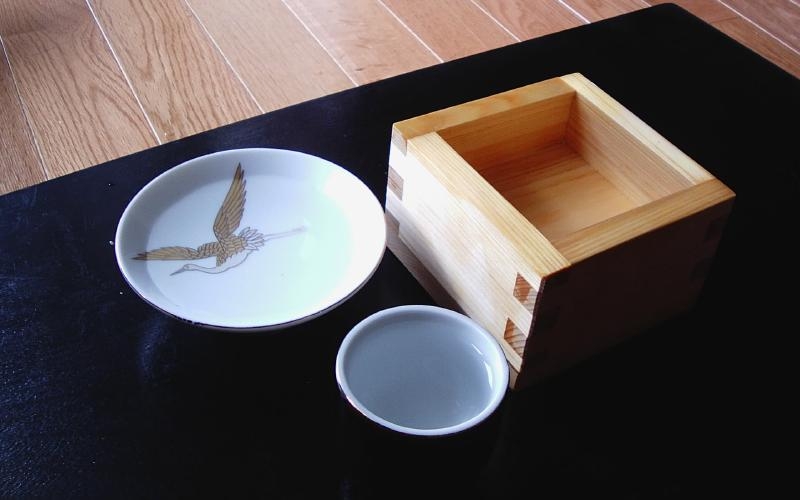
Sake ist ein japanischer Reiswein

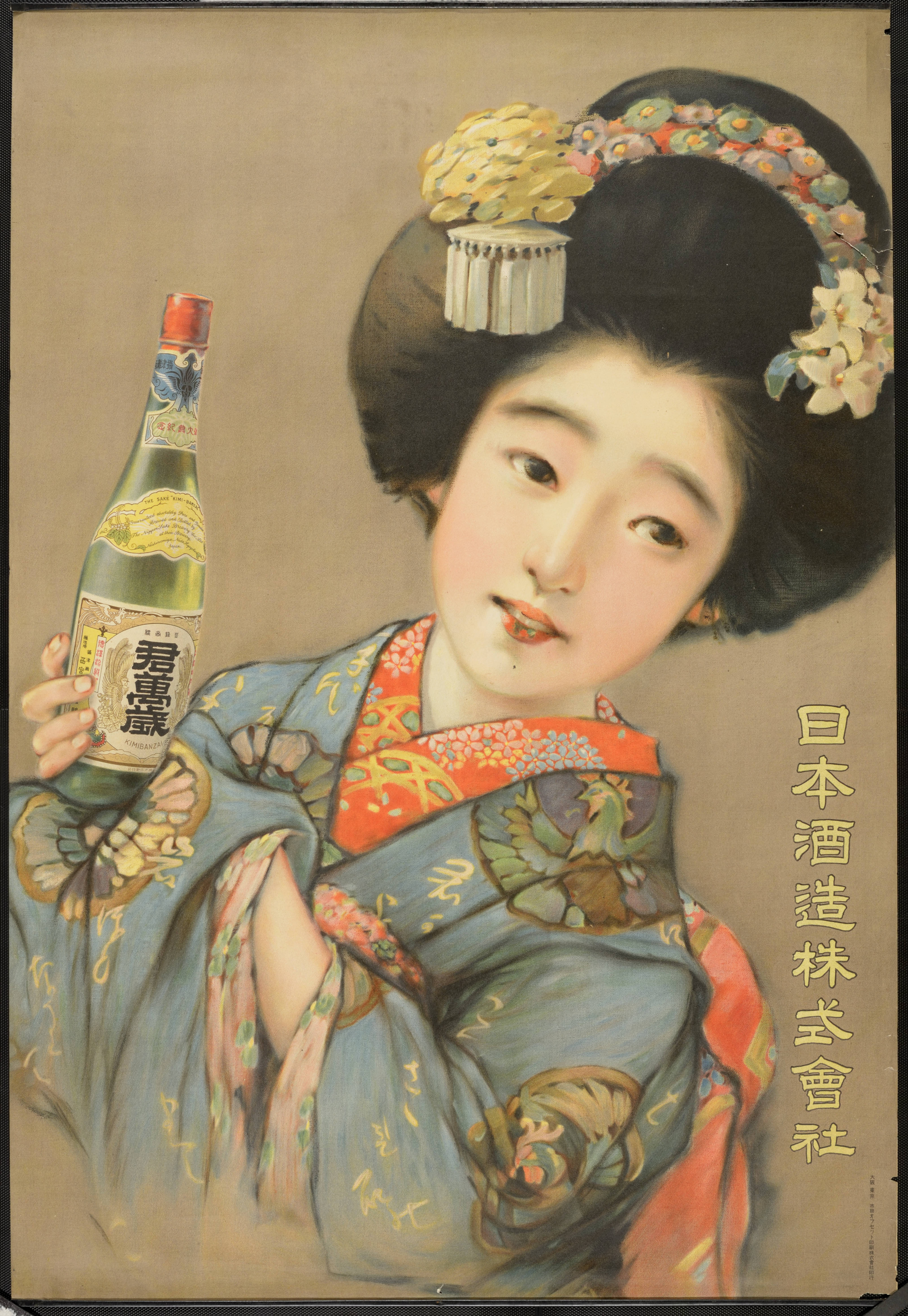
Werbeplakat für Sake, Japan um 1916

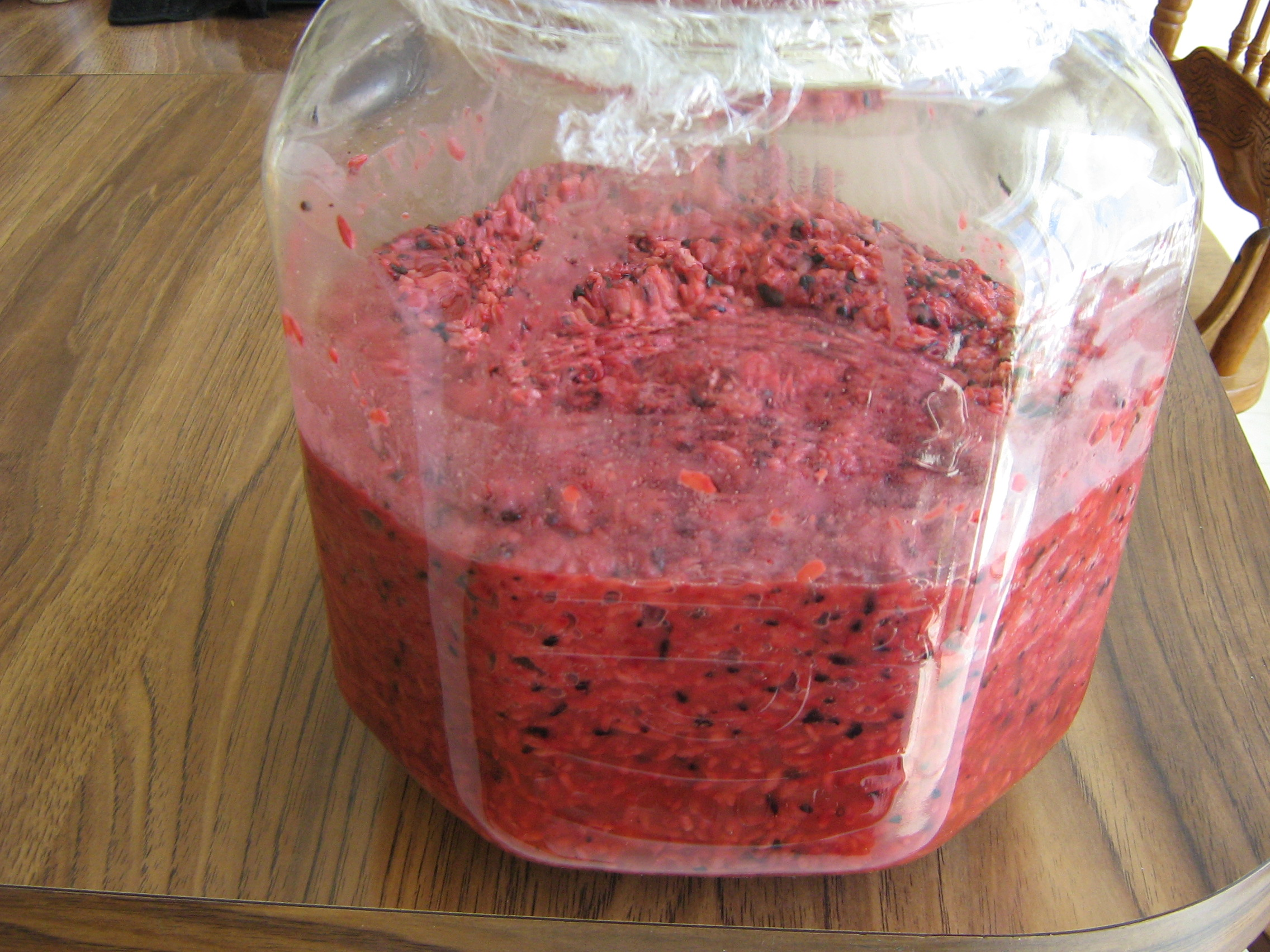
Herstellung von Reiswein aus rotem Reis in kleinem Maßstab

Reiswein ist ein durch die Verzuckerung und alkoholische Gärung von Reis oder Reisstärke hergestelltes alkoholisches Getränk mit einem Alkoholgehalt von 5 bis über 20 %. Er kann farblos, von goldgelber bis nussbrauner oder roter Farbe, und klar oder trüb sein. Es ist eine Bezeichnung für alkoholische Getränke aus asiatischen Ländern, die ausschließlich oder überwiegend aus Reis hergestellt werden. Reiswein wird teilweise als Bier angesehen, weil er aus verzuckerter Stärke hergestellt wird. Im Unterschied zu Bieren nach europäischer Brautradition wird Reiswein jedoch meist in einem Behälter gleichzeitig verzuckert und vergoren. Im Gegensatz zum Reisbranntwein wird er nicht destilliert. 

## Geschichte
Die Ursprünge der Herstellung von Reiswein im heutigen China werden etwa 4.000 v. Chr. vermutet. Bereits um 1.000 v. Chr. war das Vergären von Getreide unter Verwendung von Starterkulturen mit Schimmelpilzen weit verbreitet. Detaillierte Angaben zur Produktion von Reiswein liegen aus dem China der Zeit der Frühlings- und Herbstannalen im 8. bis 5. Jahrhundert v. Chr. vor, aus Korea aus dem ersten Jahrhundert vor bis zum zweiten Jahrhundert nach dem Beginn der christlichen Zeitrechnung, und aus dem Japan des 3. Jahrhunderts. Es wird angenommen, dass die Herstellungsverfahren von China aus über den Osten und Süden Asiens verbreitet wurden.

## Herstellung
Für die Zubereitung von Reiswein dient gekochter Klebreis, oft als Bruchreis, für manche Sorten auch Reismehl oder Langkornreis, als Grundlage. Für einige Reisweine wird roter oder schwarzer Reis bevorzugt. Die Produktion von Reiswein erfolgt durch die Verzuckerung der Stärke und das Vergären der entstandenen Einfachzucker zu Alkohol in einem Behälter. Üblicherweise folgt auf die mehrere Tage währende Hauptgärung noch eine längere Phase der Nachgärung. In Asien wurde das Mälzen in der traditionellen Herstellung alkoholischer Getränke kaum angewendet, stattdessen wurden Starterkulturen entwickelt, die aus fermentiertem Getreide bestehen. Sie enthalten Schimmelpilze, die für die Umwandlung der Stärke in Zucker sorgen, Hefepilze, die den Zucker in Alkohol umwandeln, und Milchsäurebakterien, die an der Bildung zahlreicher geschmackgebender Stoffe beteiligt sind. Die mikrobiologische Zusammensetzung der verwendeten Starterkulturen ist sehr unterschiedlich, nur bei den bekannten japanischen, chinesischen und koreanischen Reisweinen und bei einigen industriell hergestellten Reisweinen anderer Länder gibt es eine Standardisierung.

## Reisweine nach Herkunftsländern

### China

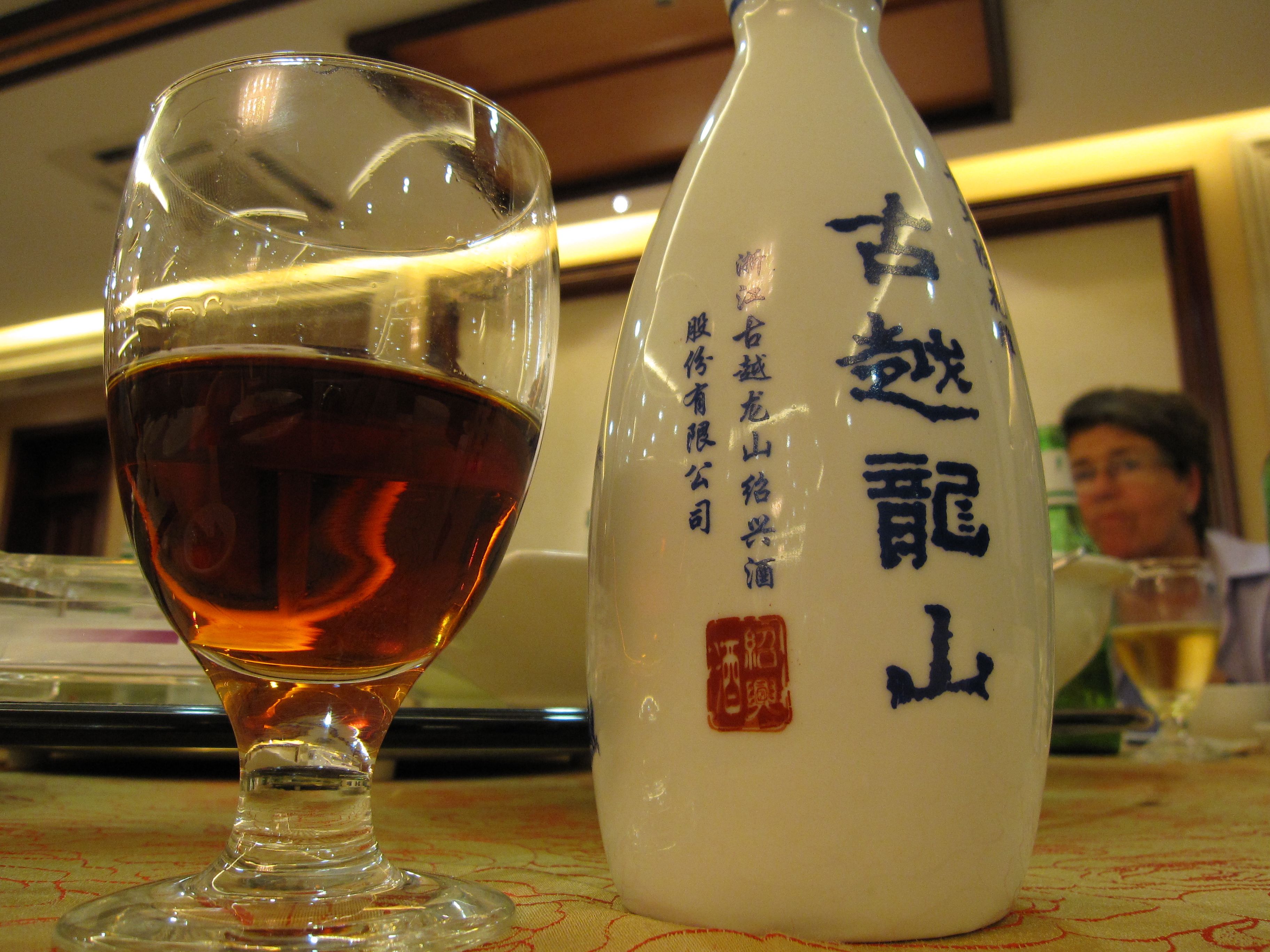
Shaoxing-Reiswein Huadiaojiu, 10 Jahre gealtert

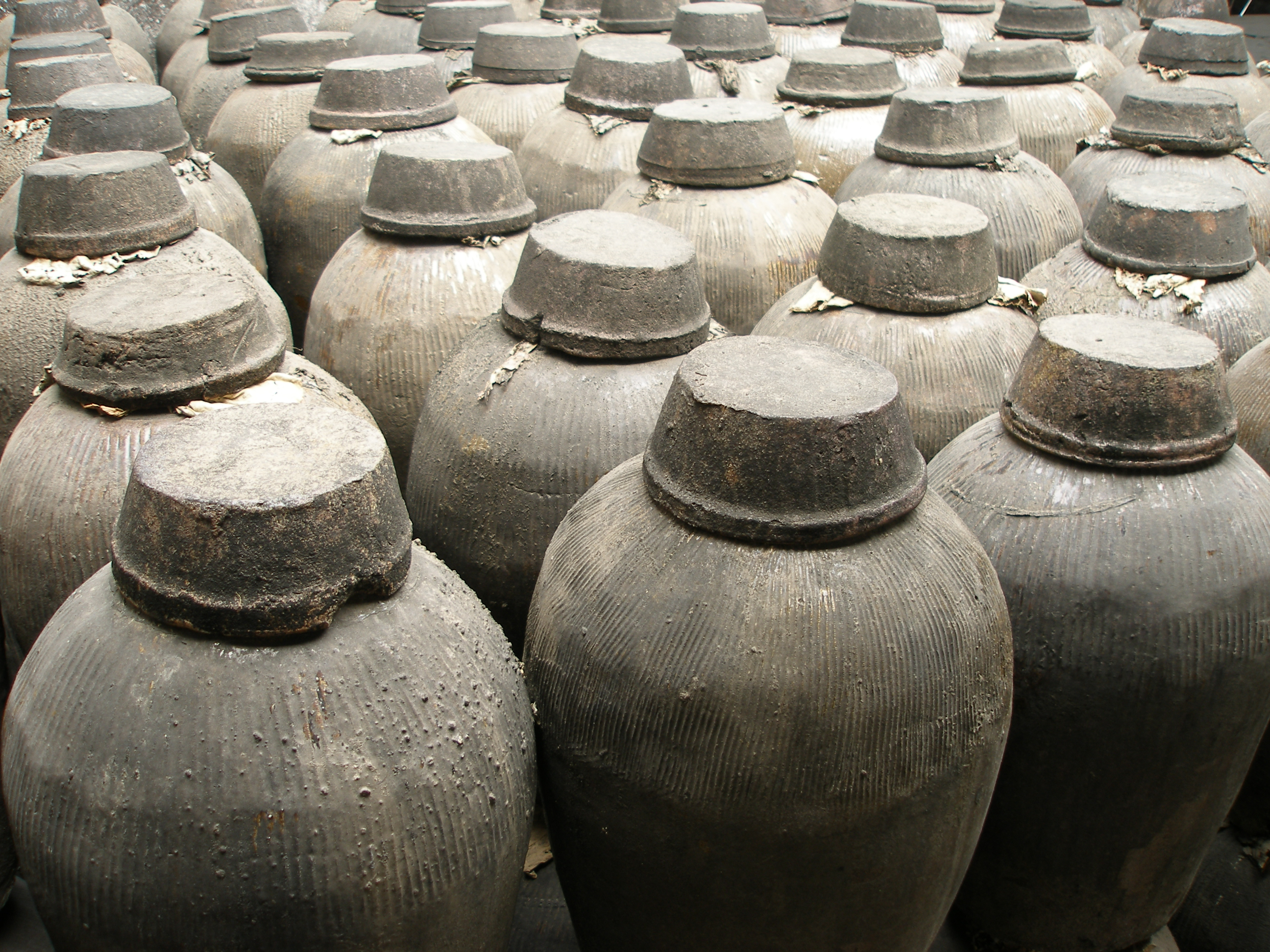
Reifung von Reiswein in Krügen, Wuzhen, China

Die Herstellung von Reiswein hat in China eine Jahrtausende alte Tradition. Huangjiu (chinesisch 黃酒 / 黄酒, Pinyin huángjiǔ) sind Weine aus Getreidesorten, in den meisten Fällen Reis, die mit verschiedenen Mikroorganismen und in unterschiedlichen Verfahren vergoren werden. Huangjiu nimmt in der chinesischen Kultur den Platz des Weins in Europa ein.
Unter den aus Reis hergestellten chinesischen Weinen ist der Shaoxing-Reiswein (紹興酒 / 绍兴酒,  shàoxīngjiǔ) der bekannteste und gilt als von besonders guter Qualität. Shaoxing-Reiswein wird im Winter oft vor dem Genuss auf eine Temperatur von 35 bis 40 °C erwärmt und als Aperitif oder Digestif aus Reisschälchen getrunken, im Sommer wird er meist kalt getrunken, auch mit Eiswürfeln. Er wird häufig in der chinesischen Küche verwendet, zum Beispiel zum Marinieren von Fleisch, und findet Anwendung in der traditionellen chinesischen Medizin. Er ist in ganz China und international einer der bekanntesten Reisweine und wird in mehr als 50 Länder exportiert. Der Shaoxing-Reiswein wird, vorrangig nach dem Gehalt von Zucker und Alkohol, in mehr als zehn Sorten eingeteilt. Die wichtigsten sind, nach aufsteigendem Zuckergehalt, Yuanhongjiu, Jiafanjiu, Huadiaojiu, Shanniangjiu und Xiangxuejiu.
Mijiu (米酒,  mǐjiǔ) ist ein gewöhnlicher klarer und süßer Huangjiu mit einem Alkoholgehalt von 12 bis 20 %. Er wird häufig mit Sake verglichen. In den preiswerten Sorten wird er als Küchenzutat angeboten und kann zur Vermeidung der chinesischen Alkoholsteuer Salz enthalten.
Choujiu (稠酒,  chóujiǔ) ist ein trüber Reiswein. Er gilt als ursprünglichster der heutigen Reisweine und seine Herstellung ist bereits für die Tang-Dynastie belegt. Er wird vorrangig in der Gegend um die Stadt Xi’an (西安市) produziert.

### Indien
Indien kennt eine Vielzahl von Getränken aus vergorenem Reis, die von verschiedenen Volksgruppen hergestellt werden, meist in bäuerlichen Haushalten für den eigenen Bedarf. Der Schwerpunkt der Produktion liegt dabei in den Bundesstaaten des Himalaya-Gürtels im äußersten Nordosten des Landes. Die Rezepturen ähneln durchweg jenen der Volksgruppen im benachbarten Nepal, Bhutan und Tibet. Der Gärvorgang dauert nur drei bis vier Tage im Sommer und 6 bis 7 Tage im Winter, gefolgt von wenigen Tagen Nachgärung, was zu einem süßen Getränk mit niedrigem Alkoholgehalt führt.
- Apong wird von fast allen ethnischen Gruppen im Bundesstaat Arunachal Pradesh und von den Mishing im Norden von Assam hergestellt. Die Starterkultur Apop Pitha enthält neben vergorenem Reis eine Vielzahl verschiedener Blätter und Kräuter.[11] Der Reis wird drei bis fünf Tage lang vergoren, und die gewonnene Flüssigkeit mit Wasser verdünnt als Apong getrunken. Das Getränk hat daher einen besonders niedrigen Alkoholgehalt, es wird in der Literatur uneinheitlich als Reiswein oder als Reisbier bezeichnet.[12][13]
- Atingba ist ein Reiswein mit süß-saurem Geschmack aus dem Bundesstaat Manipur,[14] er wird oft zum Reisschnaps Yu destilliert.[15][16][17]

### Indonesien
Brem ist vergorenes Getreide, das insbesondere auf der indonesischen Insel Bali produziert wird. Zu seiner Herstellung wird zunächst Klebreis, gelegentlich auch ein anderes Getreide oder Maniok, bis zu fünf Tage lang bei Zimmertemperatur fermentiert. Das entstandene Produkt heißt Tapé oder, wenn es aus vergorenem Reis besteht, Tapé ketan. Tapé ketan wird gefiltert und das Filtrat entweder eingekocht um die alkoholhaltigen Speisen Brem Madium oder Brem Wonogiri zu erhalten, oder 6 bis 7 Monate lang in verschlossenen Behältern gereift, dekantiert und in Flaschen abgefüllt. Brem ist ein klarer bräunlicher Reiswein mit einem Alkoholgehalt von etwa 6 % und schmeckt süß und leicht säuerlich.

### Japan

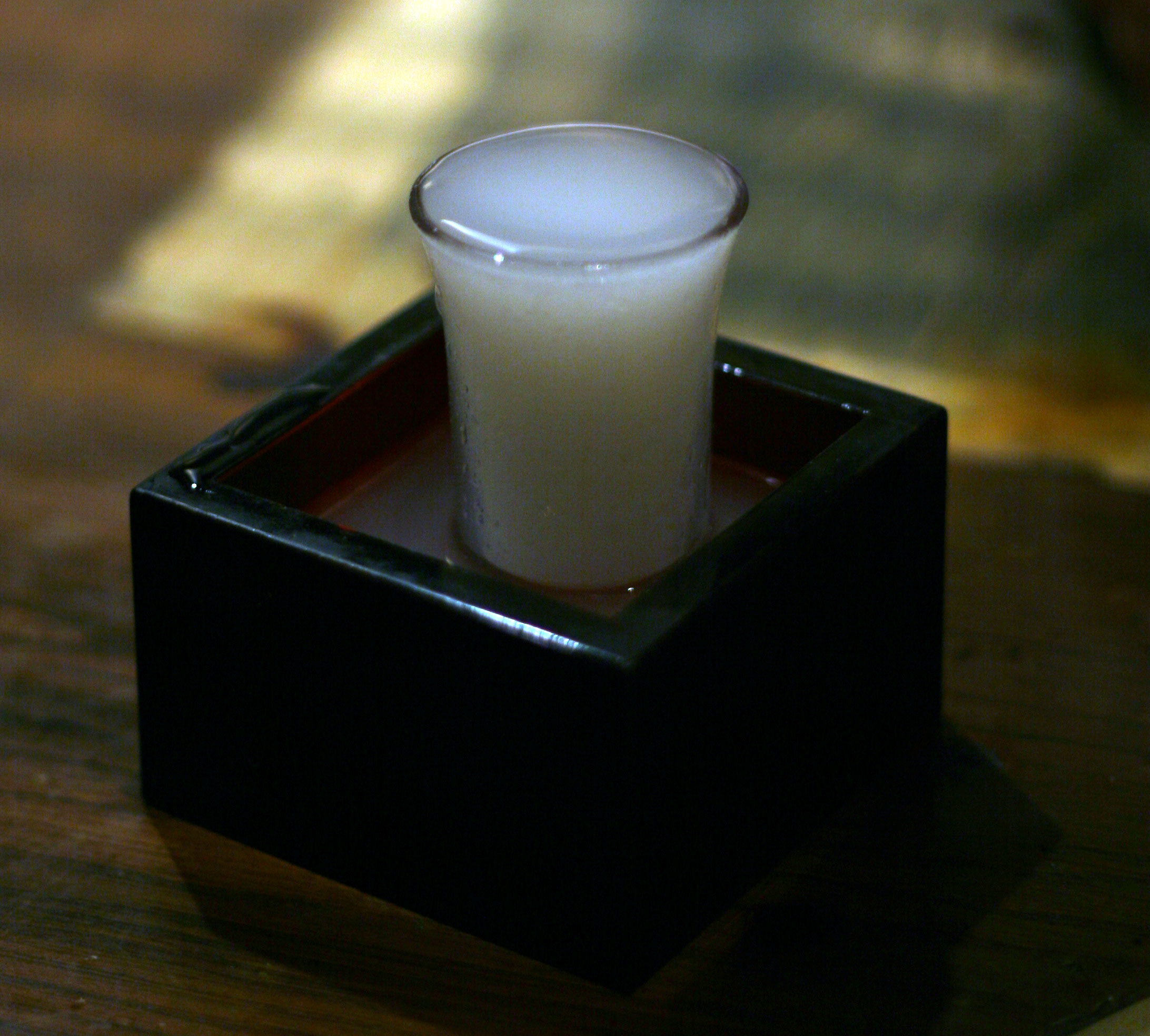
Nigorizake, ungefilterter Sake

Sake (japanisch: 酒, kana さけ, /sɑ.kɛ/) ist ein japanischer Reiswein, der in Japan als Nationalgetränk und in der ganzen Welt als Synonym für Reiswein gilt. Sake ist ein Reiswein mit 15 bis 20 % Alkoholgehalt, abhängig von der Art der Filterung und Reifung ist er farblos bis bernsteinfarben und klar oder trübe. Zu seiner Herstellung wird Reis zunächst poliert, um unerwünschte Proteine und Fette vom inneren Stärkekörper zu entfernen. Je mehr Material in diesem Arbeitsschritt abgetragen und verworfen wird, desto hochwertiger ist der fertige Reiswein. Der polierte Reis wird gekocht und nach dem Abkühlen mit der aus fermentiertem Reis hergestellten Starterkultur Kōji geimpft. Nach einer Woche des Gärens wird dreimal weiterer gekochter und fermentierter Reis zugegeben, der gesamte Gärvorgang dauert drei bis vier Wochen. Am Ende wird der Maische hochprozentiger Alkohol zugesetzt, um bei bestimmten hochwertigen Sorten Inhaltsstoffe aus den Sedimenten zu lösen, oder um bei billigen Sorten das Produktvolumen zu erhöhen. Es folgt eine längere Zeit der Nachreifung, dann wird der Reiswein mit Kohle gefiltert, pasteurisiert und in Flaschen oder Fässer abgefüllt.
Es gibt eine unüberschaubare Vielfalt von Variationen bei der Herstellung der Starterkulturen über unterschiedliche Qualitäten der Rohstoffe, Abweichungen beim Herstellungsverfahren bis zu Dauer und Art der Reifung. So entstehen zahlreiche Produkte die teilweise eigene Namen haben, sie können unter den Oberbegriff „Sake“ fallen oder auch nicht. Futsū-shu (普通酒) ist gewöhnlicher Sake, und in etwa mit der Qualität „Tafelwein“ vergleichbar. Tokutei meishō-shu (特定名称酒) bezeichnet Sake, der durch besonders intensives Polieren der Reiskörner oder Abweichungen beim Gärverfahren eine höhere Qualität besitzt. Diese Qualitätsprodukte haben eine Reihe von Eigennamen für die unterschiedlichen Qualitätsstufen.
Als Sake gelten Namazake (生酒), unpasteurisierter Sake der kühl gelagert werden muss, Nigorizake (濁り酒), trüber, ungefilterter Sake, Koshu (古酒), gereifter Sake, und Taruzake (樽酒), in Holzfässern gereifter Sake. Neben Sake gibt es eine Reihe von japanischen Reisweinen eigener Art. Dazu gehört Amazake  (甘酒), ein süßer, alkoholarmer Reiswein, und Kuroshu (黒酒), aus unpoliertem Reis. Toso (屠蘇) ist ein mit Arzneikräutern versetzter Sake, der zeremoniell zum Neujahrsfest getrunken wird.
Mirin (japanisch 味醂 / 味淋, kana みりん) ist ein ähnlich wie Sake hergestellter klarer oder trüber Reiswein mit einem sehr hohen Zuckeranteil und einem Alkoholgehalt von 12 bis 16 %, der fast ausschließlich als Küchenzutat Verwendung findet. Echter Mirin (hon mirin) wird auch getrunken, daneben gibt es gesalzenen Mirin (shio mirin) und alkoholfreien Mirin (shin mirin).

### Korea

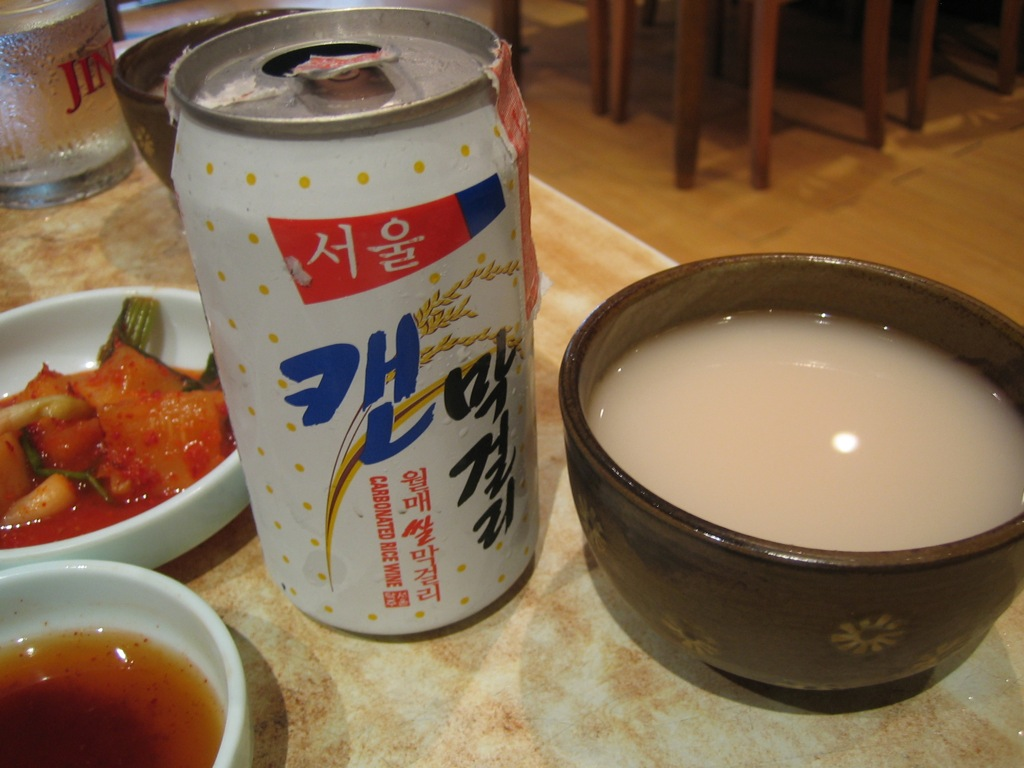
Makkoli in der Dose, mit Kohlensäure versetzt

Die Herstellung von Reiswein hat in Korea eine sehr lange Tradition. Koreanische Reisweine folgen weitgehend den chinesischen und japanischen Herstellungsverfahren, es werden aber häufiger als dort Früchte, Blüten oder Kräuter zur Aromatisierung zugegeben. Zur Herstellung koreanischer Reisweine wird Klebreis mit der früher aus Reis und heute aus Weizen hergestellten Starterkultur Nuruk vergoren. Nach der Gärung wird die Maische ausgepresst und die Flüssigkeit gefiltert, gereift und in Flaschen abgefüllt. Die trüben koreanischen Reisweine werden als Takju bezeichnet, gefilterte Reisweine heißen Vakju.
Der bekannteste Vakju ist der Cheongju (koreanisch 청주; Hanja: 淸河), ein klarer Reiswein. Eine Variante des Cheongju ist der Beopju (Hangul 법주 / Hanja 法酒) mit etwa 15 % Alkohol, der in der Stadt Gyeongju hergestellt wird und von der Regierung als Kulturerbe anerkannt wurde.
Makgeolli (auch Makkoli, 막걸리) und Gamju (감주 oder 단술 / 甘酒) sind Beispiele für trübe koreanische Reisweine mit einem Alkoholgehalt von 5 bis 8 %. Makkoli hat einen Alkoholgehalt von 6,5 bis 7 % und wird als bekanntester trüber Reiswein Koreas gelegentlich einfach Takju genannt. Gamju wird ohne Verzuckerung vergoren und hat daher einen niedrigeren Alkoholgehalt und ist süßer.

### Malaysia

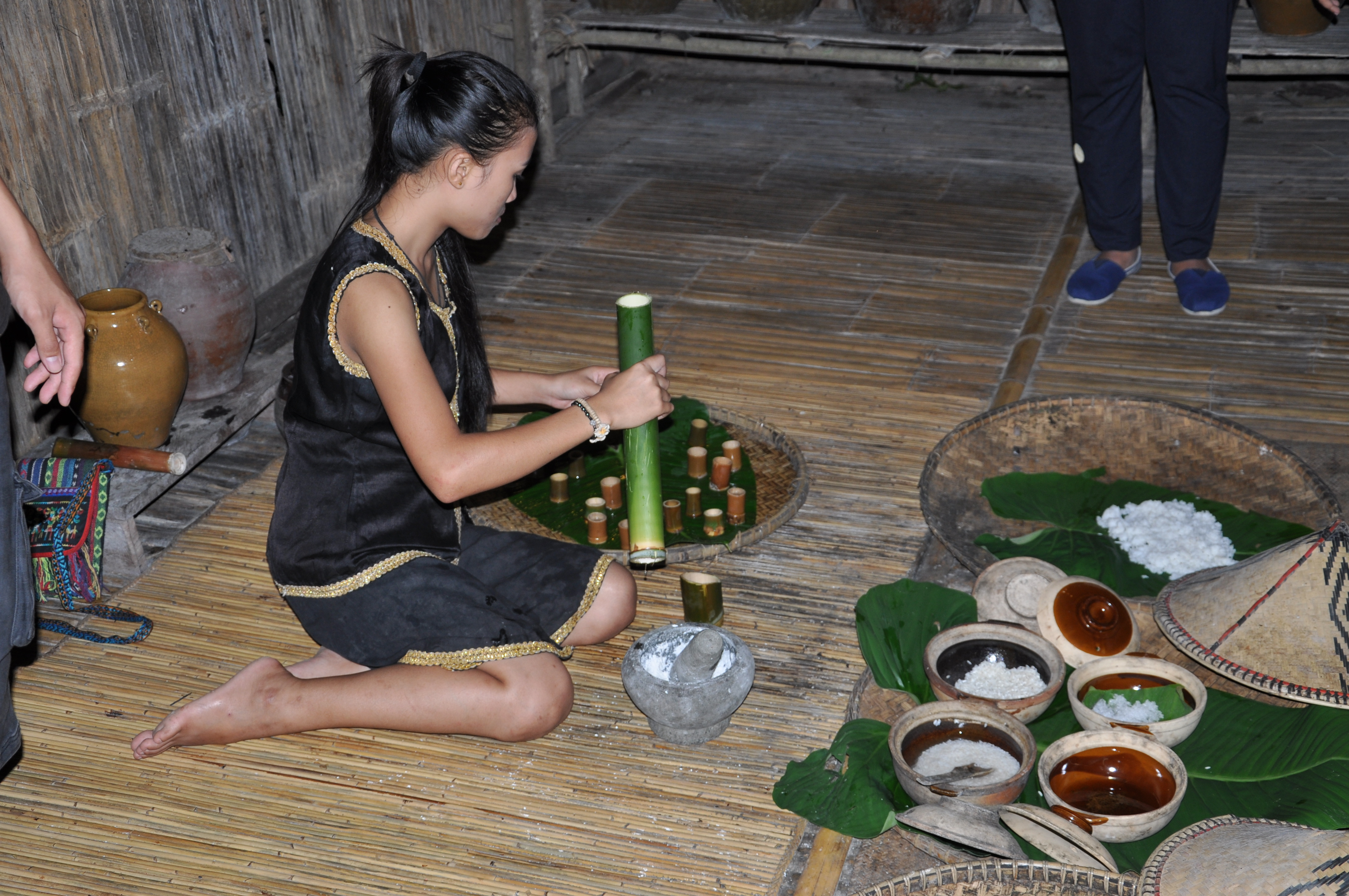
Traditionelle Methode der Reiswein-Herstellung in Malaysia, rechts oben fermentierter Reis auf Blättern

Tapai ist die Bezeichnung für fermentierten Klebreis (Tapai pulut) oder fermentierten Maniok (Tapai ubi), die als alkoholhaltige Speise hergestellt werden. Dazu wird der gekochte Reis mit einer Starterkultur geimpft und einen bis drei Tage lang bei Zimmertemperatur vergoren. Für die Herstellung des gleichnamigen Reisweins verlängert sich die Zeit der Hauptgärung auf eine Woche, dann wird Reiswein oder Branntwein zugegeben, um den Alkoholgehalt zu erhöhen und so die Gärung zu verlangsamen. Nach weiteren 25 Tagen der Nachgärung wird der pinkfarbene Reiswein abgeseiht.

### Nepal
In Nepal wird aus verschiedenen Getreidesorten, Hirse, Mais, Weizen und Reis, unter Verwendung von Starterkulturen mit Schimmelpilzen, Hefen und Milchsäurebakterien, Jand (auch Jaand) gebraut. Dieses alkoholische Getränk enthält je nach der Dauer der Gärung, von einer Woche bis zu mehreren Monaten, vier bis 15 % Alkohol. Es wird üblicherweise als Getreidebier, gelegentlich auch als Reiswein bezeichnet. Beim Fortschreiten der Gärung setzt sich im Gärbehälter Nigar ab, eine süß schmeckende Flüssigkeit. Sie ähnelt sehr dem japanischen Sake und wird als Getreidewein oder, wenn Reis der Grundstoff war, als Reiswein bezeichnet.

### Philippinen
Tapuy oder Tapay ist ein philippinischer Reiswein, der ursprünglich aus der Provinz Ifugao stammt. Zu seiner Herstellung wird gekochter Klebreis, vorzugsweise roter Sorten, mit der aus fermentiertem Klebreis und Ingwer bestehenden pulverförmigen Starterkultur Bubod bestäubt und in abgedeckten Tontöpfen zwei Wochen lang vergoren. Anschließend wird die Masse 30 Minuten lang pasteurisiert, mindestens 6 Wochen lang gelagert, und die Flüssigkeit dekantiert. Nach einer erneuten Pasteurisierung wird das Getränk in Flaschen abgefüllt. Tapuy ist süß, er hat einen leicht sauren Geschmack und einen Alkoholgehalt von 13,5 bis 19 %. Pangasi wird auf die gleiche Weise im nordwestlichen Mindanao produziert.

### Thailand

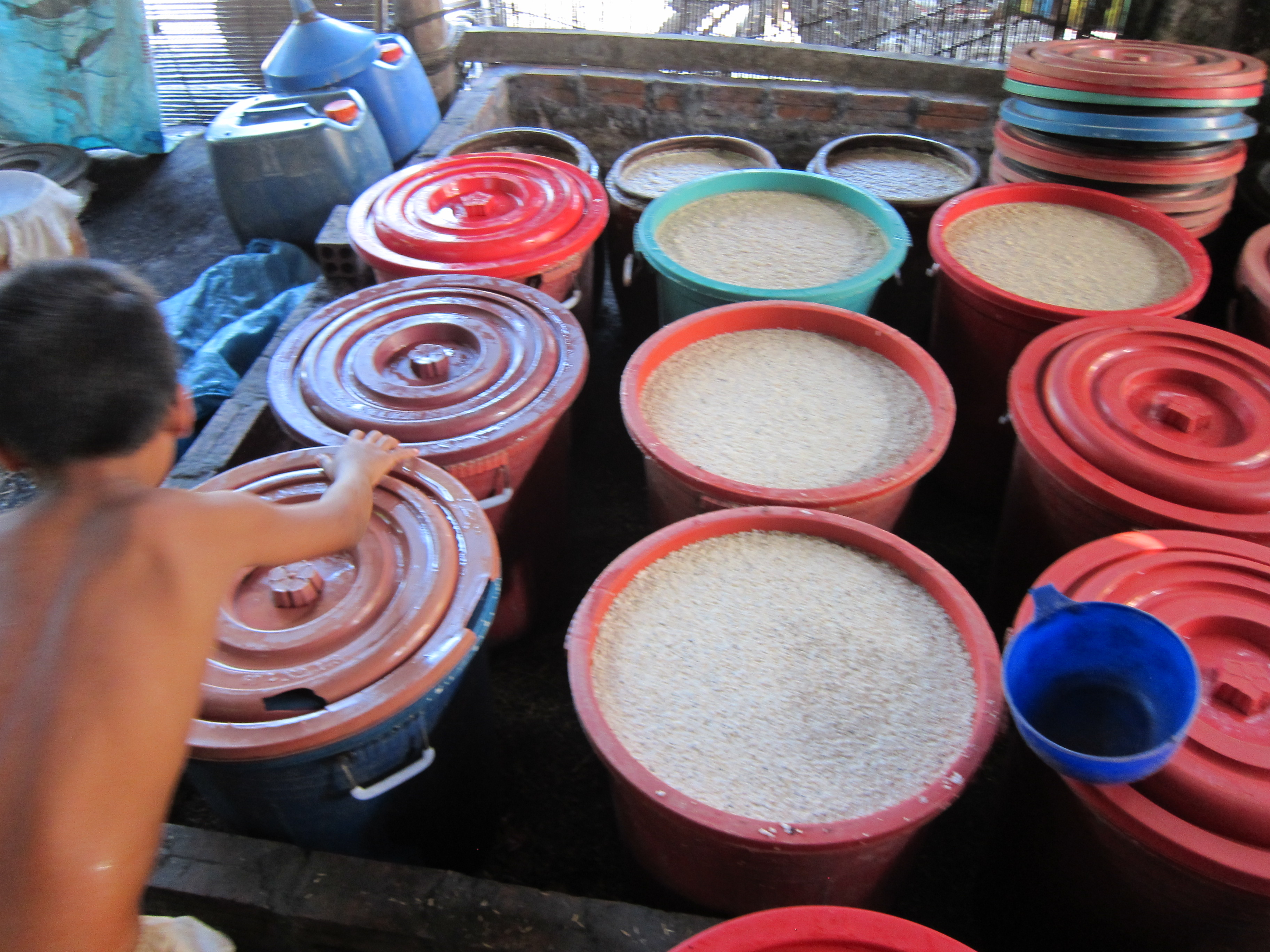
Herstellung von Reiswein in Kambodscha, 2012

Sato, auch in den Schreibweisen Satho oder Satoh und unter den Bezeichnungen Krachae und Nam-Khao bekannt, ist ein traditioneller thailändischer Reiswein. Er kommt ursprünglich aus der Region Isan im Nordosten Thailands, wo er seit der Antike hergestellt und konsumiert wird. Er war über Jahrhunderte das beliebteste alkoholische Getränk Thailands und wird aus weißem oder schwarzem Reis unter Verwendung von Bällchen aus vergorenem Reis als Starterkulturen, dem einheimischen Loog-Pang, oder pulverförmigen Kulturen chinesischer Herkunft vergoren. Das Herstellungsverfahren ähnelt stark dem des chinesischen Shaoxing-Reisweins.
Sato wurde früher in den meisten Haushalten für den eigenen Bedarf hergestellt, heute greifen die meisten Menschen wegen des hohen Aufwands auf gekaufte alkoholische Getränke zurück. Der Reiswein wird häufig in bäuerlichen Kleinbetrieben produziert, die überlieferten Rezepturen gelten hier als Familiengeheimnisse. Dabei ist illegal hergestellter Sato oft nur ein Grundstoff für schwarz gebrannten Reisschnaps. Heute gibt es auch eine industrielle Produktion von Reiswein, die den Bedarf der städtischen Bevölkerung abdeckt, und die Produkte der kleinen oft illegalen Herstellung werden vorwiegend auf dem Land und von der armen Bevölkerung konsumiert. Gegenüber Bier und Spirituosen ist die Bedeutung von Sato seit den 1970er Jahren stark zurückgegangen. Das Getränk hat einen Alkoholgehalt von bis zu 15 %.

### Vietnam

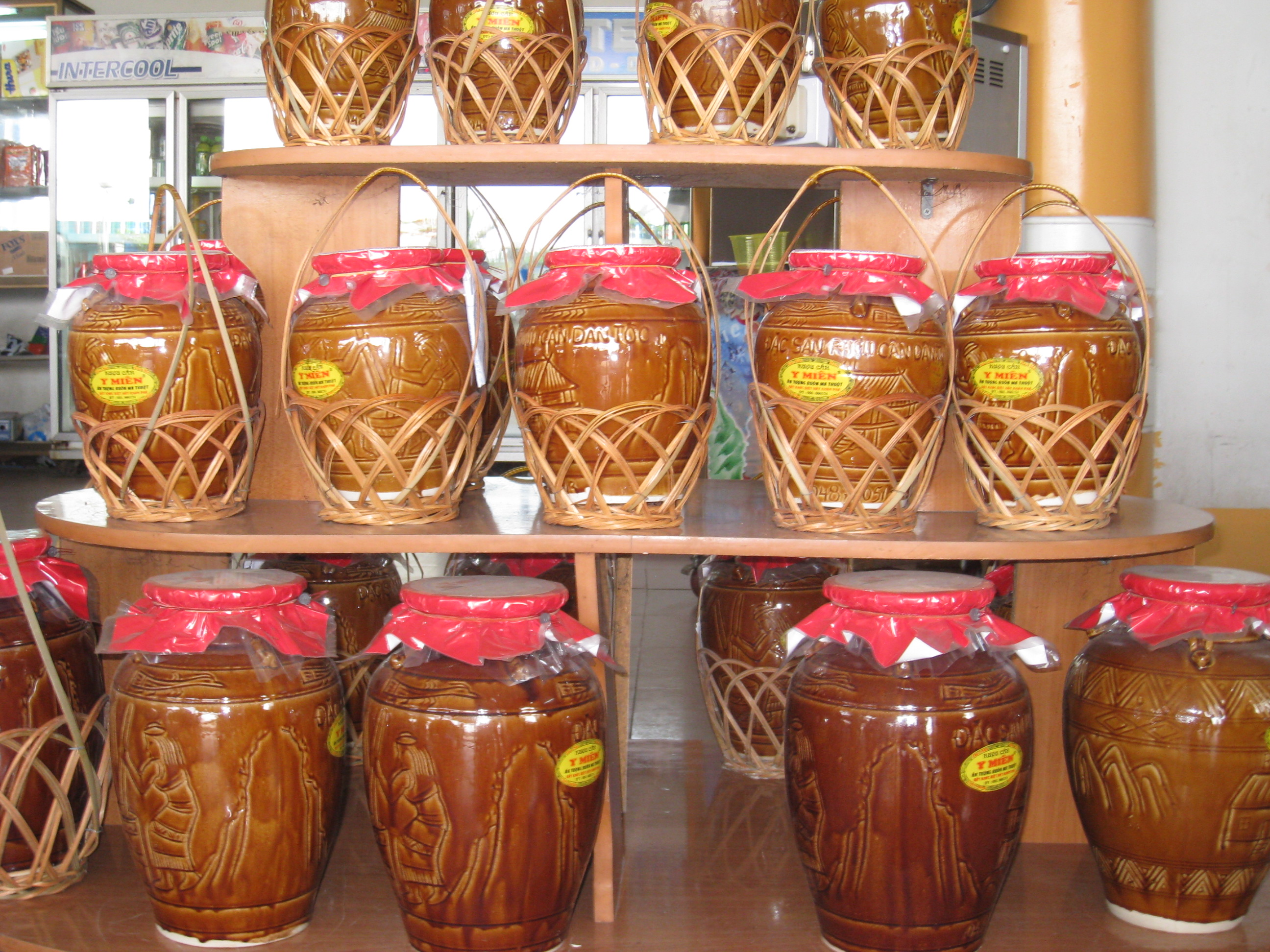
Rượu Cần in einem Laden in Vung Tau, Vietnam

Reiswein ist in Vietnam sehr populär und wird häufig auf dem Land unter schwierigen Bedingungen in kleinen bäuerlichen Heimbetrieben hergestellt. Dadurch gibt es eine Vielzahl von Reisweinen, deren Rezepturen sich trotz gleichen Namens sehr unterscheiden können. Sie alle tragen Namen die mit Rượu beginnen, das ist das vietnamesische Wort für Alkohol. Diesen ersten Namensbestandteil können auch Spirituosen und feste Speisen mit Alkoholgehalt haben.
Rượu Cần ist ein Produkt aus dem zentralen Hochland Vietnams und wird aus Langkornreis, Klebreis, Mais oder Maniok hergestellt. Er kann verschiedene Kräuter, Blätter oder Wurzeln enthalten, deren Zusammensetzung sich je nach der ethnischen Gruppe oder der Region verändert. Als Rượu Cần wird sowohl der Wein als auch der daraus destillierte Branntwein bezeichnet.
Rượu Nếp besteht aus mit Hefe vergorenem Reis und ist je nach der verwendeten Reissorte purpurfarben oder gelb. Er kann eine puddingartige Konsistenz haben und wird dann mit einem Löffel gegessen, oder flüssig als Reiswein konsumiert werden. Auch hier wird als Rượu Nếp nicht nur der Reiswein, sondern auch aus ihm gebrannter Schnaps bezeichnet. Rượu Nếp kommt ursprünglich aus Nordvietnam, ist aber heute im ganzen Land bekannt. Rượu Nếp Nương stammt aus dem Nordwesten und wird von einer ethnischen Minderheit aus einer Sorte Klebreis hergestellt, die nur dort angebaut wird. Rượu Nếp Than ist purpurfarbener fermentierter Reis aus dem Mekong-Delta, er wird in seiner dickflüssigen Form meist gegessen, oder gefiltert als Wein getrunken, und nicht destilliert.

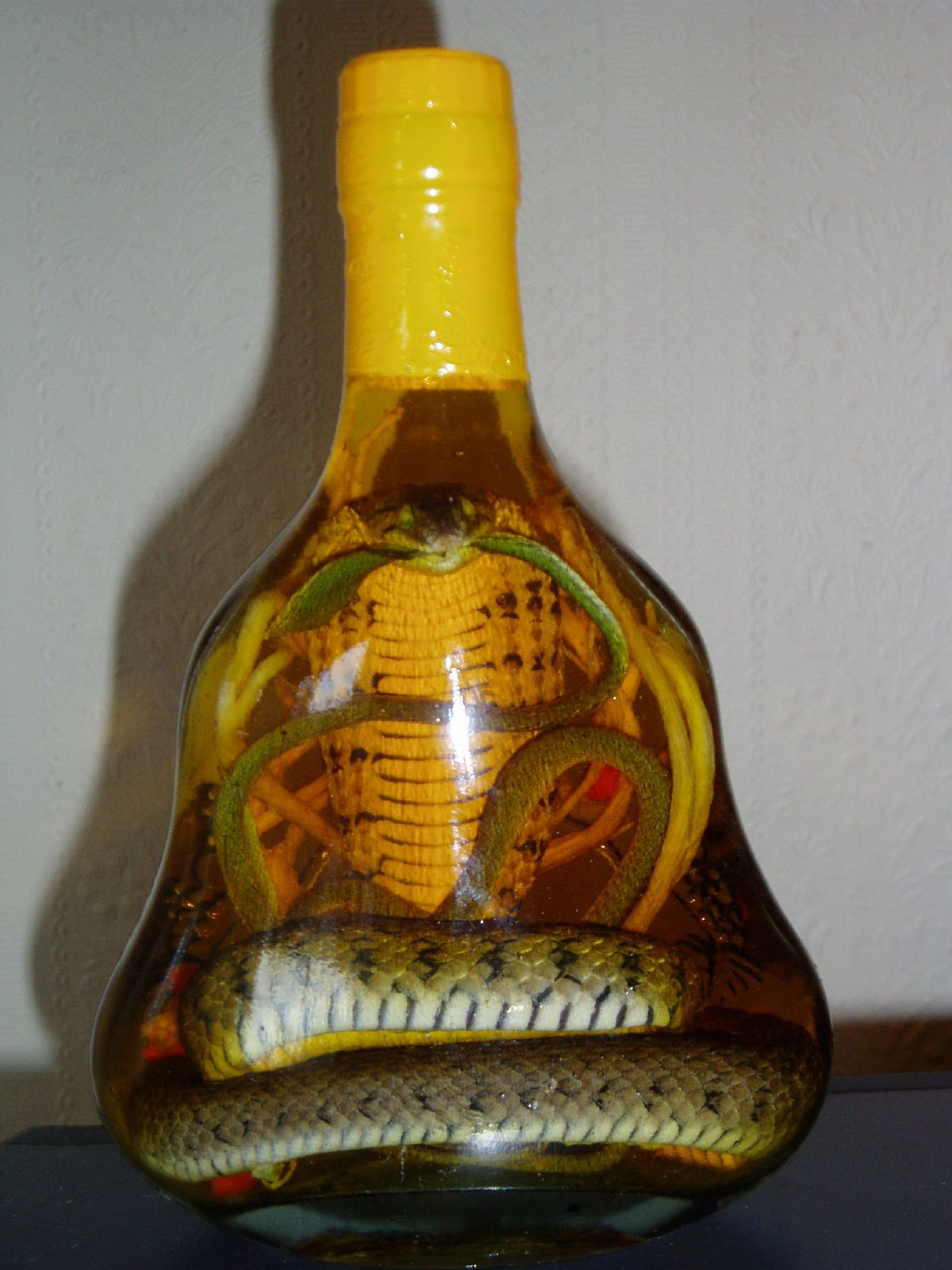
Rượu Rắn, die Schlangen sind meist keine Kobras, sondern nur entsprechend präpariert worden

Rượu Rắn ist die vietnamesische Bezeichnung für Schlangenschnaps. Als Folge der in Vietnam nicht üblichen Unterscheidung zwischen Reiswein und Reisschnaps wird die für den Schlangenschnaps verwendete alkoholische Flüssigkeit oft als „Reiswein“ und das Produkt als „Schlangenwein“ bezeichnet, es kann sich aber stets auch um Branntwein oder Essig handeln. Diese Getränke mit angeblichem medizinischem Nutzen enthalten ganze Schlangen, Skorpione oder Vögel, oder Körperteile, Blut und andere Körperflüssigkeiten von Schlangen.